# Pääskynselkä
Pääskynselkä är en del av en sjö i Finland.   Den ligger i landskapet Södra Savolax, i den södra delen av landet, 200 km nordost om huvudstaden Helsingfors. Pääskynselkä ligger 94 meter över havet.